# ナッシュ・モーターズ
ナッシュ・モーターズ(Nash Motors Corporation)は、1917年から1938年まで存在したアメリカ合衆国の自動車メーカーである。経営者はビュイックとGMの社長を歴任したチャールズ・W・ナッシュであり、本拠はウィスコンシン州ケノーシャであった。
1937年、家庭用電気製品会社・ケルビネーターと合併、ナッシュ＝ケルビネーター社となった。さらに1954年には、ミシガン州の自動車会社ハドソン・モーター・カー・カンパニーを吸収、アメリカン・モーターズ・コーポレーション (AMC) となった。1937年以降には各社の下での自動車ブランドとして存続していた「ナッシュ」であったが、その名称も1957年に消滅した。
当記事では、1938年以降の事項についても概説する。

## 概要
主に中流を対象とした中価格帯の車を販売し、ビッグスリー（ゼネラルモーターズ、フォード・モーター、クライスラー）以外の独立自動車メーカーとしては第二次世界大戦後まで半世紀近くに渡って活動を続けた数少ない存在である。
ナッシュはアメリカ合衆国の自動車メーカーでも、量産車への様々な先進技術導入の先駆者であったことで知られる。モノコック構造採用 (1941年)、現在世界的に用いられている冷却水廃熱による自動車用ヒーターと換気（ベンチレーション）の総合システム搭載 (1938年)、シートベルト装備 (1950年)などである。「ナッシュ」ブランド末期からAMC時代にかけては、コンパクトカー (1950年)、サブコンパクトカー (1970年)、マッスルカー (1957年) などのカテゴリでも先駆的参入を成し遂げている。

## 歴史

### ナッシュ・モーターズ社

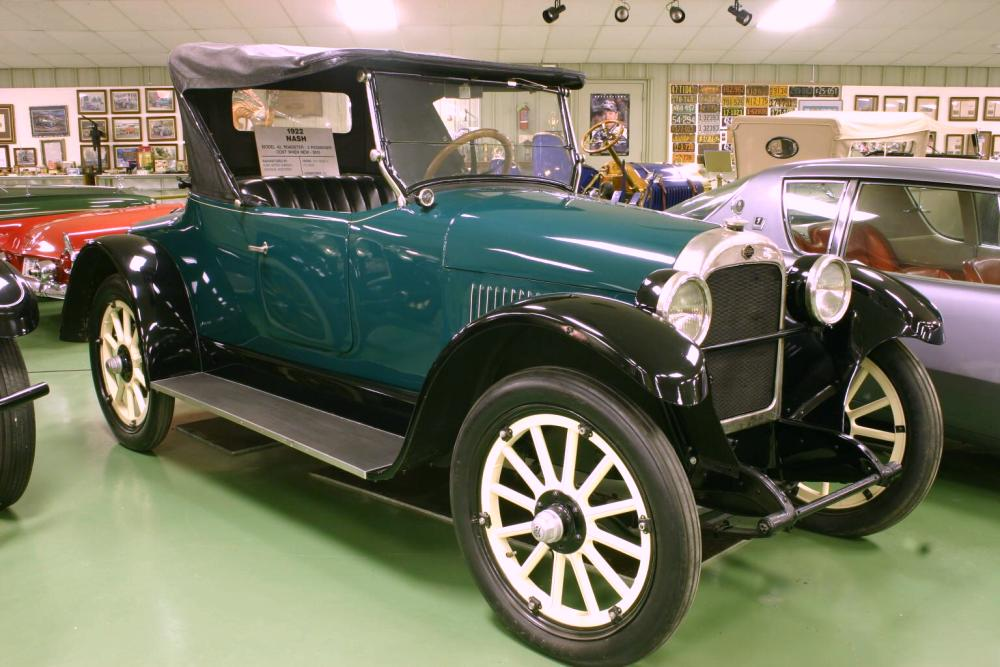
Nash Roadster Model 42 1922

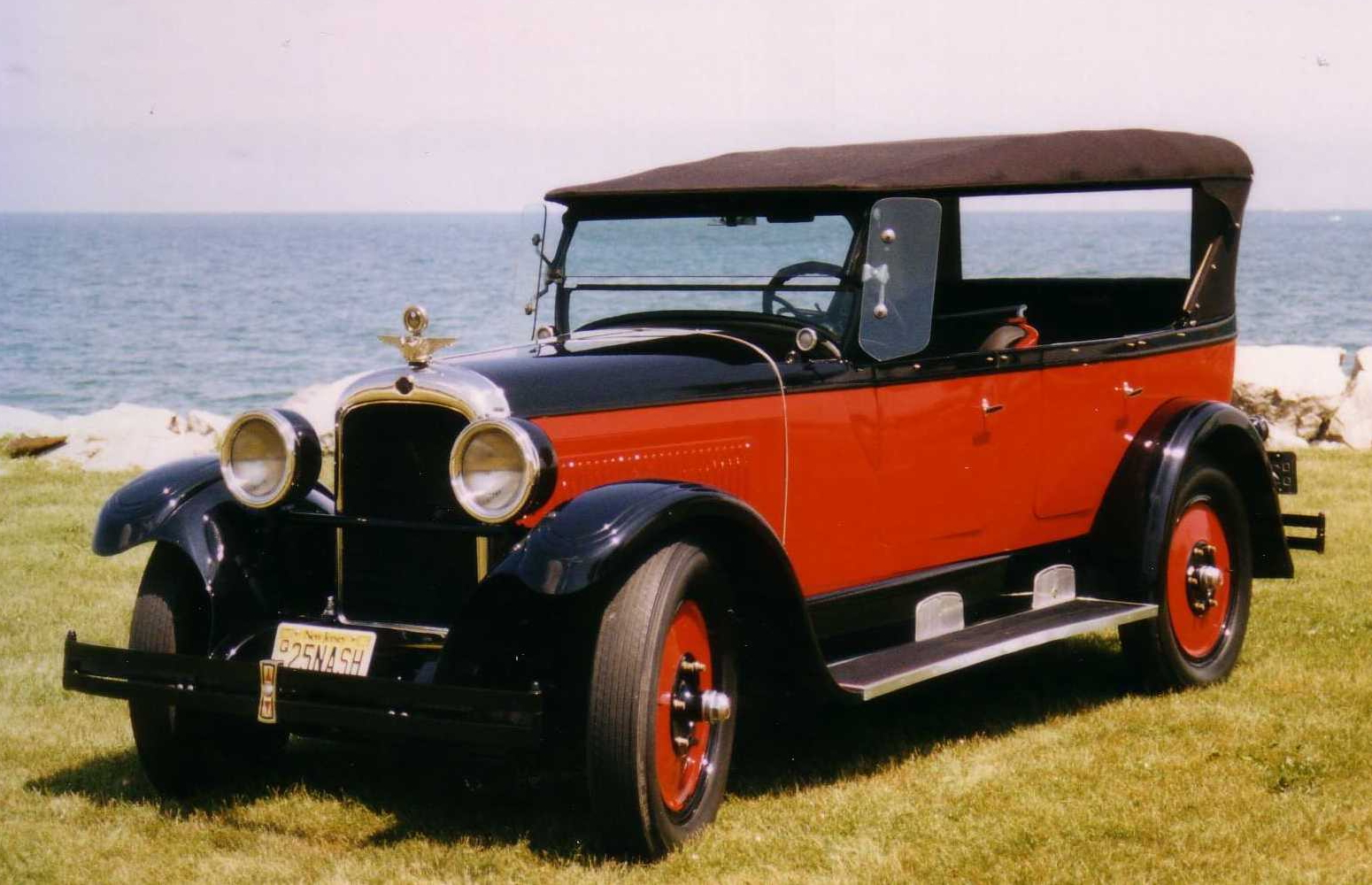
Nash de 1925

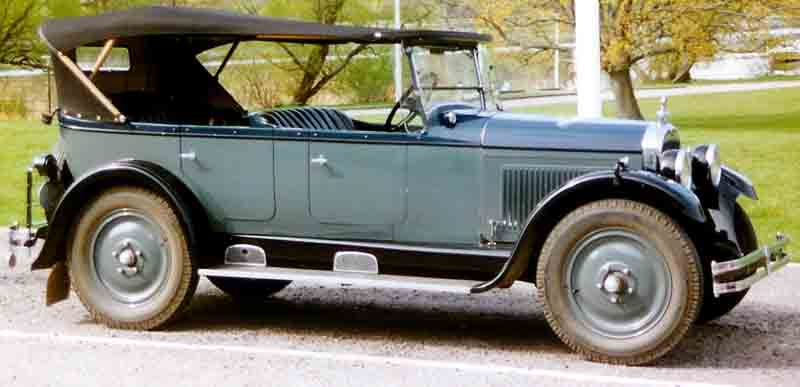
Nash Six Touring 1927

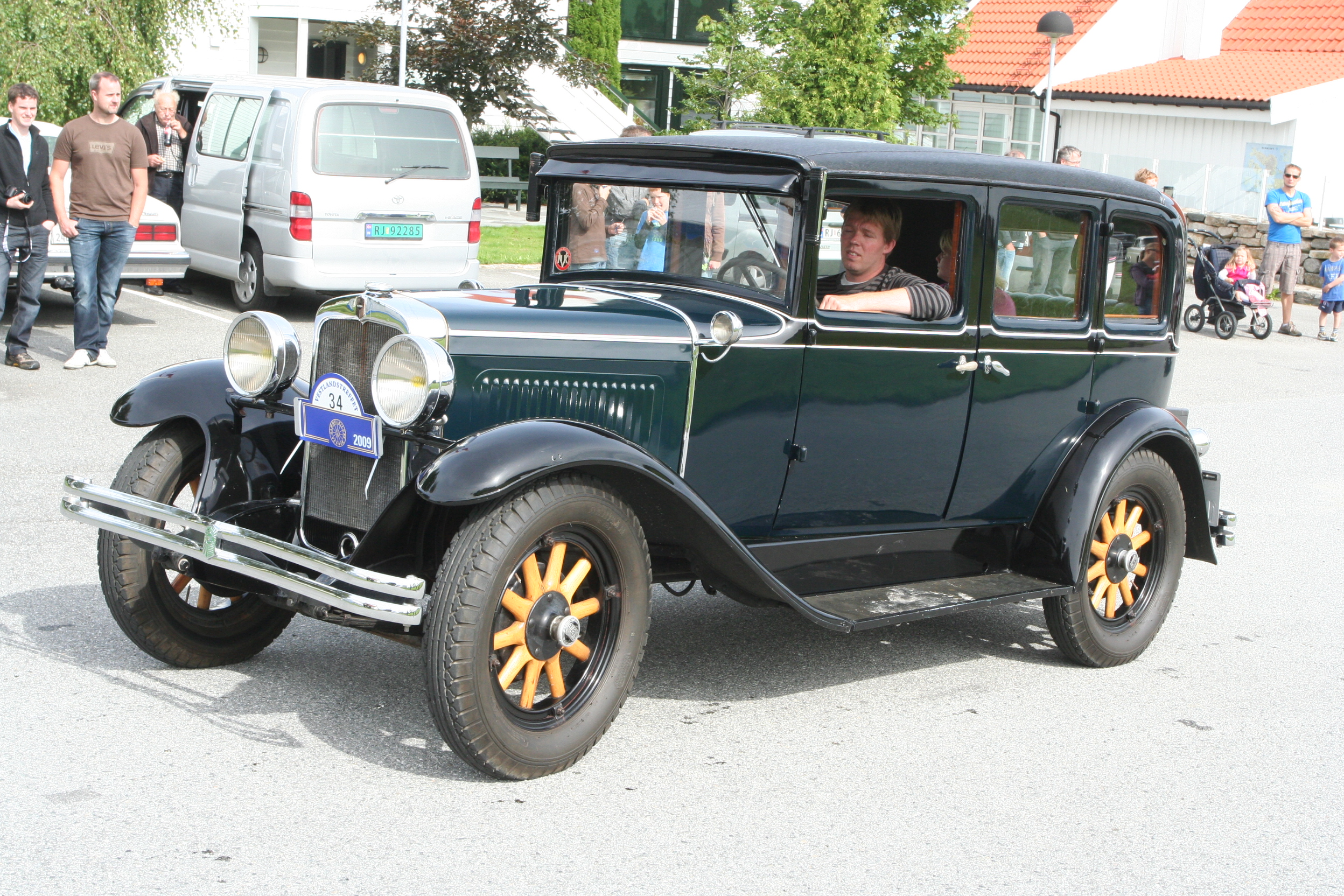
Nash 400 1929

ナッシュモーターズはゼネラルモーターズ(GM)の社長だったチャールズ・W・ナッシュがGMを離れた後、トマス・B・ジェフリー・カンパニーを買収して1916年に創業した会社である。ジェフリーは自動車創成期に「ランブラー」ブランドの自動車を生産したことで知られている。
会社創業時の成功の多くは、チャーリー・ナッシュが信頼を置いていたフィンランド出身の技術者ニール・エリック・ワルバーグ(Nils Erik Wahlberg　1885-1970)によるところが大きかった。ワルバーグはフィンランド（当時ロシア帝国領）とスイス、フランスで工学を学び、1909年に渡米してからは高級車メーカーのパッカードと軽量大衆車メーカーのトーマス・モーターで自動車開発の経験を積んだ人物で、自動車業界でその技術者としての技量を見込んだチャーリー・ナッシュにスカウトされてナッシュ社創業に参画した。彼は1920年代後期にはナッシュ社の技術担当重役となり、1952年に退職するまでナッシュの技術面の多くを担った。
ワルバーグは風洞実験のパイオニアで、また、現代的なフロースルータイプベンチレーション（吹き抜け式通気機構）を自動車にもたらした技術者でもある。これは新鮮な外気を自動車の空気循環機構に取り入れ、前方から導入して暖めたり冷やしたりした空気を、後方に向けて設置した通気口（ベント）から排気するものである。この技術は、除湿や、走行中の車内と車外との気圧均一化にも効果があった。排気まで考慮しない原始的な開閉式ベンチレーターに頼っていた他社に比べ、極めて進んだ方式であった。
シャーシ設計にも独自性が見られ、前後車輪間の幅（トレッド）が同じでない独特の特徴をもったモデルもあった。後輪よりも前輪のトレッドが少し狭めたもので、コーナリング時の安定性が高まった（深いわだちのある道では却って乗り心地を悪くしたが）。
1920年代末以降、1930年代にかけてのナッシュ社は「顧客に支払い以上のものを与えよ」("Give the customer more than he has paid for")というスローガンを打ち出したが、実際に当時のナッシュ車はその言葉に値する優秀な製品であった。またこの時期のナッシュは高級車カテゴリーに含まれる車種も製造し、評論家からは工場所在地にちなむ「ケノーシャのキャデラック」という評価を受けた。
当時の革新的な設計としては直列8気筒エンジンがある。各気筒間全てにベアリングを配置し剛性を高めた9ベアリングクランクシャフトと吸排気効率の良いオーバーヘッドバルブ(OHV)機構を組み合わせて高速化に適した構造とし、しかも点火の確実なツインスパークプラグも装備した、高級な設計であった。1932年のアンバサダーは、変速を容易にするシンクロメッシュ・トランスミッション、フリーホイール（登坂・加速時以外は惰性で走行可能で燃費を改善できると喧伝され、1930年代に一時流行したがその後廃れた）、自動集中シャーシ注油（当時ロールス・ロイスなど限られた高級車メーカーが採用していた高度なシステムである）、低床化に役立つウォームギアドライブリアエンドを採用し、サスペンションは車内から調整できた。

#### エイジャックス(Ajax)創設とナッシュへの統合

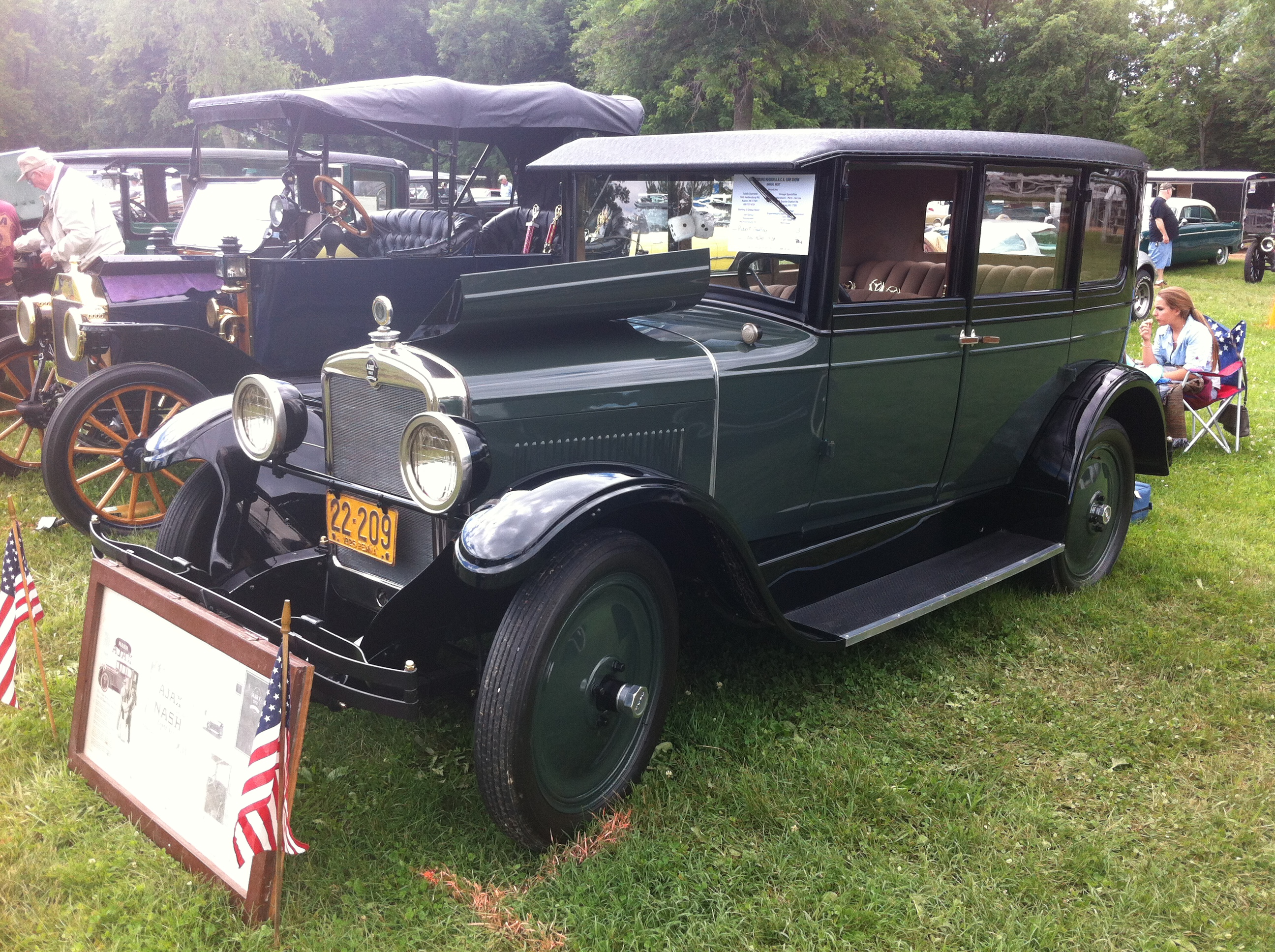
Ajax4ドアセダン（1926年型）

1925年モデルからナッシュは、エイジャックスブランド(marque)を廉価版ブランドのエントリーカーとして追加した。
エイジャックスの生産は、新たに購入したウィスコンシン州ラシーンのミッチェル・モーター・カー(Mitchell Motor Car Company)の工場で行われた。ミッチェルは1903年から1923年までミッチェル・ブランドの自動車を製造していた会社だった。
発売されたエイジャックスは、低価格の割に品質の良い車であると評価されたが、市場での販売は思うように伸びず、市場で実績のあるナッシュのブランドで販売することが考えられた。エイジャックスはほどなく1926年6月からナッシュ・ブランドに組み込まれ「ナッシュ・ライト・シックス("Nash Light Six")」となり、期待通りに販売は伸びた。
エイジャックスブランド廃止に際し、ナッシュ・モーターズは量産車メーカーとしては極めて珍しいエピソードを残した。エイジャックスのオーナー向けに、ナッシュ・ライト・シックスへの外装変換キットを無償提供したのである。このセットには新型用のハブキャップ、ラジエターバッジなど、エイジャックスの内外装をナッシュに変更するために必要なすべてのものが含まれていた。
ナッシュ社は、早々と廃止ブランドになってしまったエイジャックス購入者に対しても彼らの車のリセールバリューを保全し、顧客満足度を高く維持するための方策を採ったのである。多くのエイジャックスオーナーがナッシュ・モーターズの奇特な好意を喜んで享受した。そのため、エイジャックス車でナッシュ・バッジに未変換のオリジナルな状態に保たれた現存車は非常に少ない。

#### ラファイエット買収

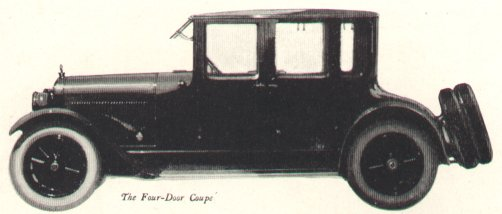
ラファイエット4ドアクーペ（1921年型）

ラファイエット・モーターズはインディアナ州インディアナポリスで1920年に創業し、のちウィスコンシン州ミルウォーキーに移転した自動車メーカーで、大型でパワーのある、高価な高級車を生産販売していた。ラファイエットの大株主はナッシュ・モーターズであり、他にチャールズ・ナッシュ個人、ナッシュの友人、事業関係者が株主となっていた。
当初、高品質だが高価格のラファイエット車は販売台数が伸びなかった。そこで1924年、ナッシュはラファイエット・モーターズを吸収し、工場をエイジャックス生産に向けた。
ラファイエットという名称は1934年に復活したが、今度はかつてのエイジャックス同様に、ナッシュよりも低価格な別モデルの名前となった。ラファイエットは1937年式モデルからは独立ブランドでなくなり、ナッシュの最低価格帯車種ナッシュ・ラファイエットとなって1937年から1940年まで生産販売された。
後継モデルとしては、1941年型としてモノコック（ユニボディ）構造の車種「ナッシュ600」が市場に提供された。

#### 「ベッドインナカー」とリクライニングシート
ナッシュは1936年に「ベッドインナカー("Bed-In-A-Car")」機能を装備したモデルを発売した。車内が簡易寝台に変わる装備で、リアシートの背もたれが後方に倒れ、座面が少し持ち上がることで水平のベッド状になった。トランクとの間仕切りも開いて、大人2人が車内で寝ることができた。足はトランクに向け、頭はシート座面におく寝方になった。
ユニークなアイデアだったが、当時の保守的な社会からは「ナッシュは逢い引き用ホテル車を作るのか」と批判や揶揄を受けた（60年後の日本で、ホンダ・S-MXが受けた揶揄と同類のものである）。もっともアメリカのモーター・カルチャーでは、1920年代にドアと固定屋根、窓ガラスの完備したクローズドボディの自動車が普及した時点で、自動車での車中泊や更には「自動車内での男女のいかがわしい行為」すら珍しいものではなくなっていた。ナッシュのアイデアは市場の潜在的ニーズを捉えたに過ぎないとも言える。
ナッシュ・ケルビネーター成立後の経営トップとなったジョージ・メイソン自身がアウトドア活動の愛好者だった事もあり、ナッシュ車の「車内休憩」快適化は更に進んだ。1949年にはアレンジが変更され、フロントシートもフルリクライニングとなりフロントシート、リアシート、トランクまで全体を使った寝室となった。1950年にはリクライニング機構は好みの位置でロックすることができるようになった。ほどなくナッシュはこのシートバック（背もたれ）機構を「エアライナー・リクライニング・シート（"Airliner Reclining Seats"：航空機リクライニングシート）」と名づけた。当時のナッシュ車には窓に取り付ける網戸までも用意されていた。

### ナッシュ＝ケルビネーター社

#### ジョージ・メイソンとナッシュケルビネーター

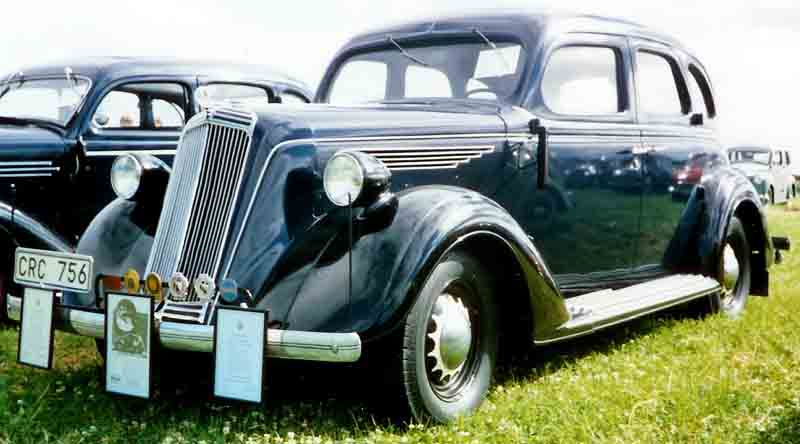
ナッシュ＝ラファイエット 3610 セダン（1936年型）

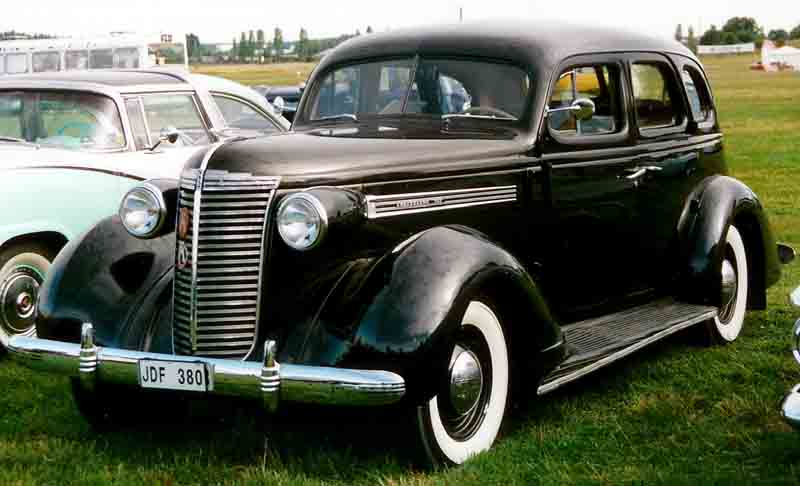
ナッシュ・アンバサダー 6シリーズ3828 4ドアセダン（1938年型）

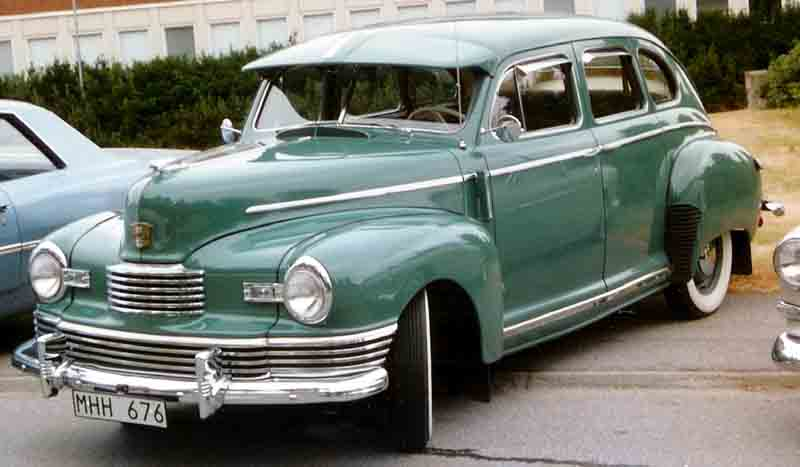
Nash 4-Door Sedan 1946年モデル。この時代のアメリカ車には外付け式のサンバイザー(日除け)装備が流行した

ケルビネーター社は1930年代当時の米国で高級冷蔵庫、高級キッチン器具の代表的メーカーであった。
チャーリー・ナッシュは1930年代中期に事業から引退することにしたが、この時、ケルビネーター社を経営していたジョージ・W・メイソンを後継者に選んだ。
メイソンはこれを受託したが、一つの条件を提示した。ナッシュがケルビネーターの大株主となることだった。一見極端な業種違いであったが、ナッシュ社側もこれを受け入れ、合同が成立することになった。
1937年1月4日にナッシュ社とケルビネーター社は合併、ナッシュ＝ケルビネーター・コーポレーションとなった。ナッシュはナッシュ＝ケルビネーター社の自動車のブランド名となった。異種企業同士の合併としてはそれまでの最大の合併だった。
ナッシュ＝ケルビネーター社成立後のナッシュ車の新技術採用攻勢は目覚ましいものがあった。
ケルビネーターとナッシュのそれぞれの技術を生かし、1938年には自動車用の任意温度設定可能な暖房（ヒーティング）/換気（ベンチレーション）システムを発表した。外気を取り入れ、エンジン冷却水の廃熱を利用し温風を供給する自動車用ヒーターとして最初のものであり、現代の自動車用ヒーターで用いられている技術のベースとなった。1939年にはこの「コンディションド・エア・システム("Conditioned Air System")」にサーモスタットを追加し「ナッシュ・ウェザー・アイ(Nash Weather Eye)」と称される有名なヒーターが誕生した。
同じ1938年にはスチュードベーカー社、グラハム社と共に、エバンス・プロダクツ・カンパニー製のオートマチック・バキューム・シフトを装備した。これはバキューム（エンジン吸気によって産み出される吸気管の負圧）動力利用のギアシフトで、フロアから伸びるシフトレバーをなくした初期の試みの一つである。ダッシュボードのラジオのすぐ下に小さなギアセレクトレバーが装備された。
1939年から1940年の流線型ボディはジョージ・ウォーカー・アンド・アソシエーツおよびフリーランスのボディ・スタイリスト、ドン・モートルードがデザインしたものだった。ラファイエット、アンバサダー・シックス、アンバサダー・エイトの3シリーズでこのデザインを展開した。
1940年型からは、コイルスプリングによる前輪独立懸架と、シールドビームヘッドライトを投入した。
1941年式ナッシュ 600は米国製自動車で大量生産された初のモノコックボディ車となった。独立フレーム上に別体のボディを載せる在来構造の自動車に比べ軽量となり、また、空力抵抗も減少したため、燃費が非常によくなった。「600」という車名は20ガロン(75.7082リットル)のガソリンタンクで600マイル (966 km)走行可能なオーバードライブ機能を装備していたことにちなむものといわれている。1942年から1948年まではフロント、内装、クロームのトリムが改善された。大型のアンバサダーモデルではボディオンフレーム構造のまま600と同型ボディを使用していた（従って600とアンバサダーの車内スペースは変わらず、ホイールベース差はスカットル長さの違いで吸収されていた）。
1942年以降はアメリカの他メーカーと同様、第二次世界大戦の軍需生産のため一般向けの乗用車生産を中止した。
終戦に伴い、乗用車製造は1945年10月27日に再開、アンバサダーのセダンモデルがアセンブリーラインをラインオフした。アメリカ車の戦後生産再開モデルの例に漏れず、完全なモデルチェンジはまだ無理で、グリルやモールの小変更ができたに留まり、より長くよりスリムになったアッパーグリルバー、そしてロワーグリルの中央部以外に1942年型との違いはなかった。
直列8気筒アンバサダーは1946年に復活した。大型のアンバサダーエンジンはメインベアリング7個の234立方インチ(ci)6気筒の112bhp(ブレーキ馬力)だった。1946年型としてナッシュは木製ボディフレームと木製パネルを使用したボディを載せたサバーバンを投入した。クライスラーのタウンアンドカントリー(1990年以前)やフォードのスポーツマンと同様の仕様で、当時の流行を追ったウッドパネルボディのモデルだった。サバーバンは1947年型、1948年型と続き、3年間で1000台が生産された。1948年にはアンバサダーコンバーチブルが復活し1000台が生産された。

#### ナッシュエアフライトの登場

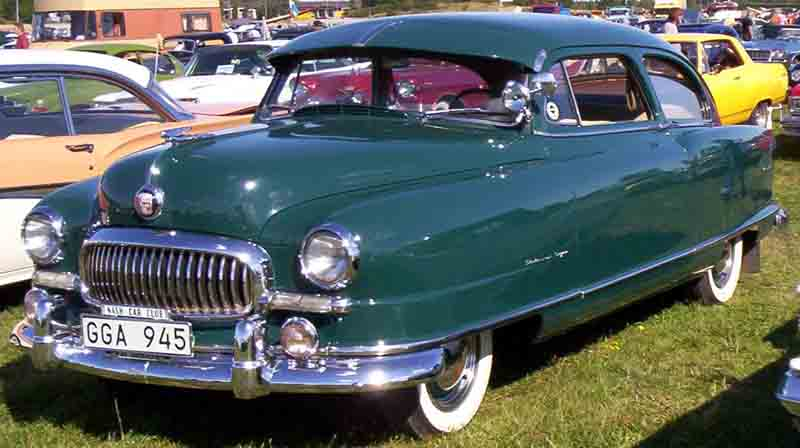
ナッシュ・ステーツマン 2ドアセダン（1951年型）

1949年にはナッシュ・エアフライト("Airflyte")がエアロダイナミックなスタイルで発表され、戦後の先進的デザインの乗用車として評判となった。
ボディの形状は風洞実験により開発されたものだった。ニール・ワルバーグの考えでは空力抵抗を減らすためには、滑らかな形とするとともにフロントフェンダー部は覆われていることが必要とされた。戦後の新設計モデルが輩出されていた当時のトレンド以上に、幅広で低い（ワイドアンドロー）自動車となり、1948年の先代よりも室内は広くなっていた。600型では112-インチ (2,800 mm)ホイールベースを使い、アンバサダー型では121インチ (3,073 mm)に伸張されたが、どちらも同じボディを共有した。弱点は、フロントフェンダー部が覆われたことでハンドル切れ角を制限されてしまったことで、競合する他車に比べると回転半径が大きくなった。
1950年式エアフライトはわずかに変更をおこない、リアウィンドウがより広くなり、給油キャップ("fuel filler cap")は隠され、ダッシュボード上にいくつか変更が加えられ、アンバサダー型にはGM製のオートマチックトランスミッションのオプションであるハイドラマチックがついた（ナッシュは自動変速機を自社開発できる程には企業規模が大きくないという弱みがあった）。600型は「ステーツマン(Statesman)」と名前を変えた。
1951年式エアフライトの変更点としては、リアフェンダーが垂直型テールライトも一体となるように引き伸ばされ、ステアリングコラムにつけられたUniscopeは従来風だが新型のダッシュボードで置き換えられ、新しくなった垂直バー型グリルには水平型駐車灯が装備された。GMハイドラマチックはステーツマンでのオプションとしても用意されるようになった。1949年、1950年、1951年はナッシュの歴史でも売り上げのトップ3の最盛期であった。
ナッシュ＝ケルビネーターの社長となっていたジョージ・W・メイソンは、この好業績をチャンスと捉え、より大きな市場に小型車を販売しようと、戦後世代の車として初めて、コンパクトカー開発を命じた。これは先見の明と言える判断であった。コンパクトカーブランドとしては、ナッシュとゆかりのある古いブランドの「ランブラー」がリバイバルされ、1950年式ランブラーが機能満載の高級コンバーチブル車として販売された。メイソンは1954年式として英国オースチン(BMC)との提携で、1500ccクラスのイギリス製小型車メトロポリタンも投入したが、こちらはさほどの商業的成功は得られなかった。
フルサイズのナッシュエアフライトは1952年にフルモデルチェンジ(completely re-designed)をおこない、（ナッシュ社の系譜としてトマス・B・ジェフリー社の時代から数えた）ナッシュ・モーターズ自動車製作50周年記念を祝して、ゴールデンエアフライト(Golden Airflyte)として宣伝された。ナッシュ社の宣伝用スローガンの一つは「1902年からの偉大な自動車("Great Cars Since 1902" )」だった。新型ゴールデンエアフライトは1949-1951年式と比べてよりモダンで攻撃的な外観となり、「バスタブをひっくり返した姿のようだ」と言われた。
空調システム改良に強いナッシュの特性は戦後も発揮され、自動車産業界初の一体型冷暖房エアコンが1954年式ナッシュで装備された。エンジンベイ内に完全に一体化され、暖房と冷房の複合装置として、乗車中の人に向けてダッシュボードに装備された通気口（ベント）から冷風を送った 。当時の同業他社では、暖房装置と冷房装置は別装置で、また冷房装置は、圧縮器（コンプレッサー）をエンジンに付け、気化器（エバポレーター）は後部トランク内に置いて、後部パッケージシェルフ("rear package shelf")と頭上の通気口から冷風を送り込んでいた。それらに比べれば、ナッシュの設計は極めてスマートなものであった。

#### ナッシュ＝ヒーリーの登場

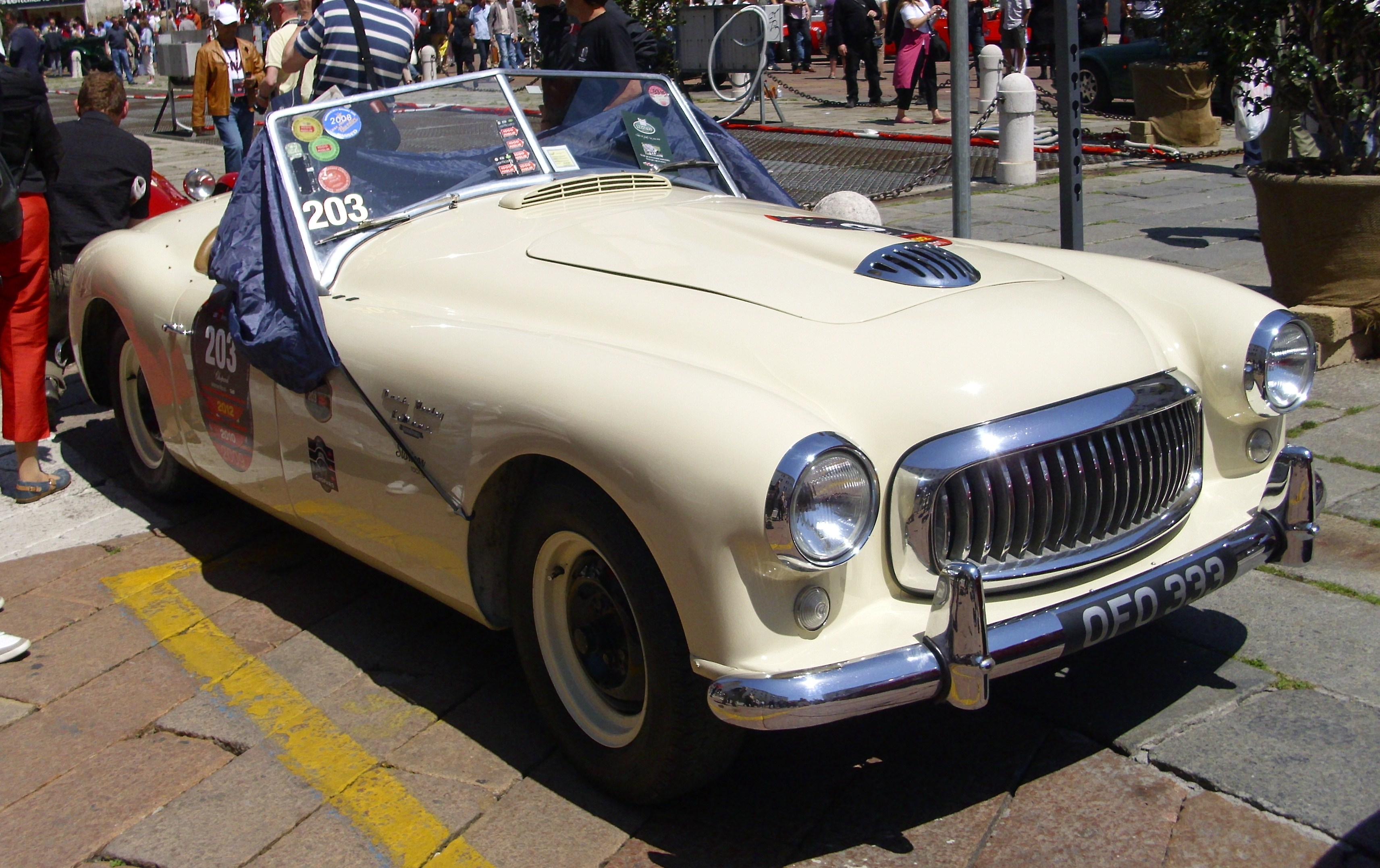
1951年型ナッシュ＝ヒーリー

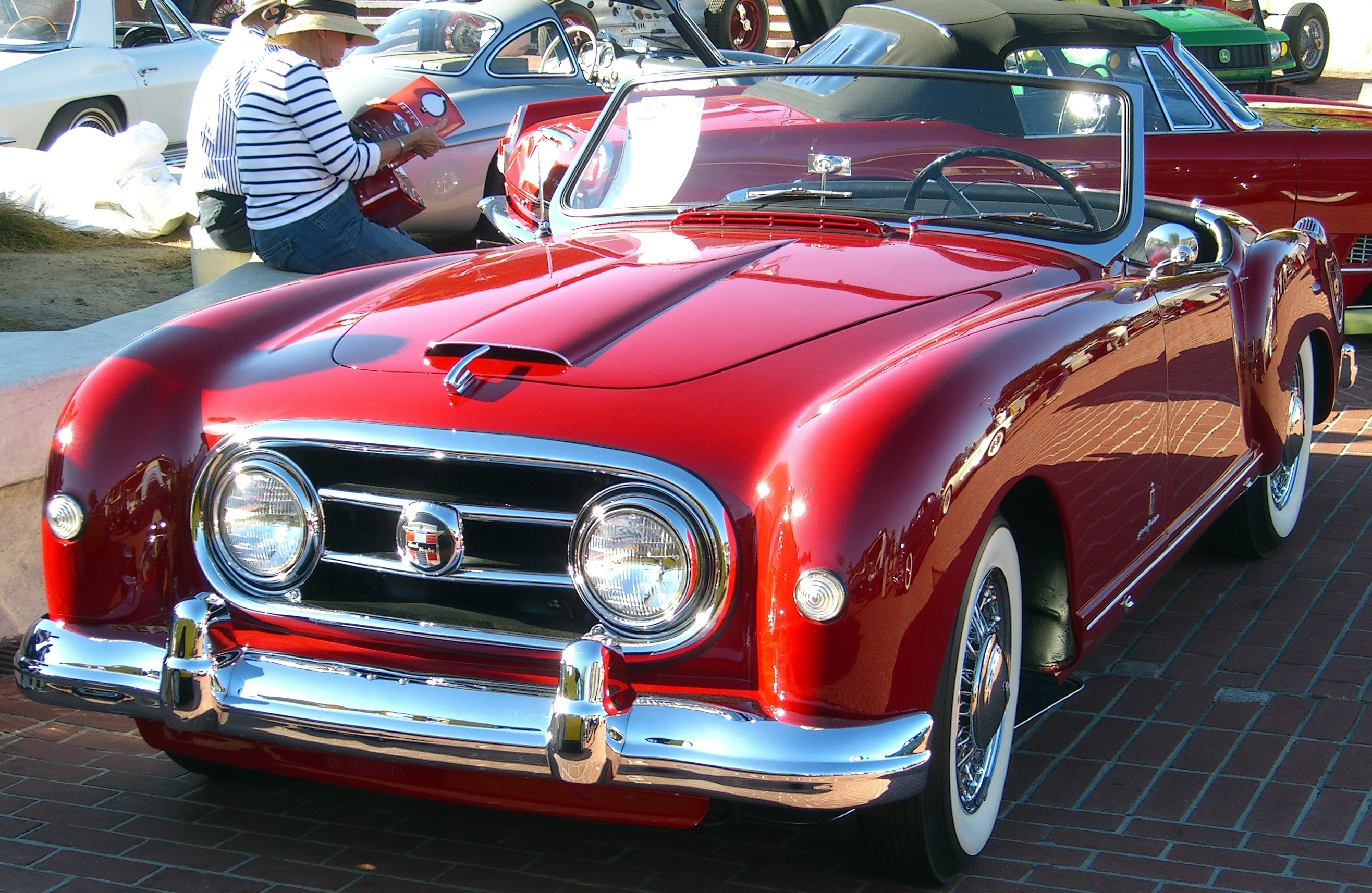
バッティスタ・ファリーナによりリデザインされた1952年型ナッシュ＝ヒーリー

1951年にはナッシュ＝ヒーリースポーツカーが登場した。ジョージ・メイソンと英国のスポーツカーメーカー、ドナルド・ヒーリーが手を組んだもので「アングロ＝アメリカン」カーと言われる、強力なアメリカ製エンジンと設計やデザインに優れたイギリス製シャーシ・ボディを組み合わせた自動車の、早い事例である。
ヒーリーがシャシーとサスペンション設計製造をおこない、1952年まで、アルミボディは英国のパネルクラフトシートメタル社(Panelcraft Sheet Metal Co. Ltd.,)がバーミンガムで生産した。ナッシュ社は駆動系（パワートレイン）を船積みした。ヒーリーは組み立てし、船積みして米国で販売された。1952年にイタリア人のデザイナーバッティスタ・ファリーナがボディのスタイルを手直しし、製造もスチールとアルミとに変更された。
画期的な試みであったが、原価が上昇した一方で販売は低迷した。ナッシュ社は主力車種となりつつあったランブラーに目を向けるようになり、1954年にはナッシュ＝ヒーリー生産は終了した。生産台数は506台だった。
メイソンはファリーナにランブラーをベースとした2座のクーペ、「パームビーチ(Palm Beach)」の設計を委託した。ナッシュ＝ヒーリーの後継を想定したモデルである。しかし、このプロジェクトは試作車の域を出なかった。

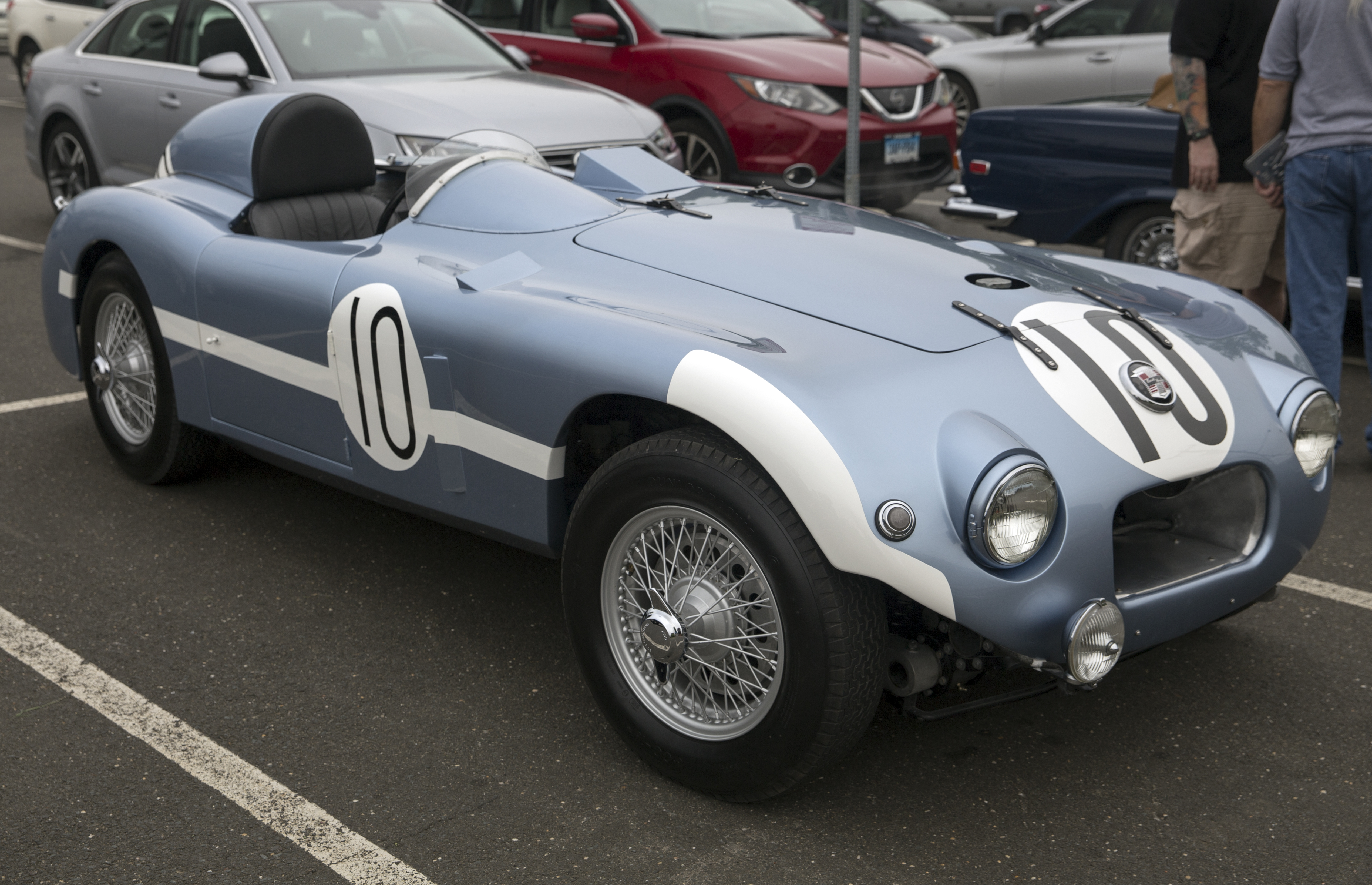
ナッシュ＝ヒーリーの競技用モデル。画像は1952年にル・マンレースで総合3位獲得した車体。

ヨーロッパの耐久レース用に、ヒーリーと彼のスタッフは特別版ナッシュ＝ヒーリー車を3台、設計生産した。質実剛健で、軽量アルミ製のレース用ボディだった。この競技用モデルはル・マンレースに連続4回、またミッレミリアに2度、出場した。生産モデルのナッシュ＝ヒーリーとは全く関係がなく、またその外観も全く異なっている。
ルマンの結果は1950年総合4位、1951年総合6位およびクラス4位、1952年総合3位およびクラス優勝、1953年総合11位だった。ミッレミリアの結果は1950年に総合9位、1952年に総合7位クラス4位だった。

### アメリカン・モーターズ 社

#### アメリカン・モーターズ創設

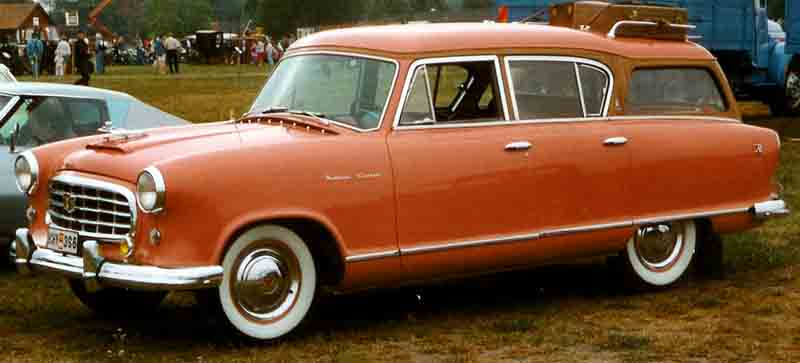
Nash Rambler Cross Country Stationwagon 1955

第二次大戦後のアメリカ自動車業界では、デトロイト・ビッグスリーの伸長に圧され、その他の独立メーカーの経営不振が顕著になっていた。歴史あるメーカーのナッシュもその例外ではなく、経営強化策が急務となった。
1954年1月にナッシュはハドソン・モーター・カー・カンパニーを友好的に買収合併し、アメリカン・モーターズ・コーポレーション(AMC)となった。
合併した会社の財務状況を改善するため、1955年式のナッシュモデルとハドソンモデルは、ナッシュのケノーシャ工場ですべてを生産することになった。マーケティング予算は、ナッシュ社では小型車のランブラーモデルに、ハドソン社ではフルサイズ乗用車に、それぞれ集中させた。
既にナッシュもハドソンも、ビッグスリーのような頻繁なモデルチェンジで市場のトレンドを牽引するような余裕はなくなっていた。1955年には効率化のためナッシュとハドソンのフルサイズ車ボディシェル共用化が行われ、多くのパーツを共用化することになった。ビッグスリー各社はワイドレンジなモデル展開を行っていたため、このようなコストダウン策は戦前から当たり前に行っていたが、ナッシュとハドソンの場合は両ブランドの切迫を意味する、厳しい消極策であった。
ナッシュ・メトロポリタンは英国BMCと共同製作された。これはナッシュとハドソンの両ブランドで販売され、1957年にはランブラーと同様メトロポリタン自体がブランドとなった。
1954年の合併直後、CEOのジョージ・メイソンが死去した。メイソンの後継者ジョージ・ロムニー(George W. Romney)は、もはやフルサイズカーの分野でAMCとナッシュ・ハドソンがビッグスリーに対抗できなくなっていることを認識していた。彼はAMCの存続策として、当時ビッグスリーが着目していなかったニッチ分野のコンパクトカー・クラスであるランブラーシリーズにシフトし、フルサイズ車生産から撤退、そのネームであるナッシュ・ハドソンを1957年式で終了することとした。1957年6月25日、ナッシュおよびハドソン・ブランドでの自動車生産は終了した。
1958年から1965年まで、AMCではメトロポリタン以外ではランブラーだけを販売した。販売店のショールームでは1962年まで残っていた。ロイ・アバーネシー(en)の元で、ランブラー名は1965年から縮小に入り、1969年以降は廃止された。
1970年、アメリカン・モーターズはカイザージープ社を買収した。同社はウイリス＝オーバーランド・モーターズ社を前身とする自動車メーカーでオハイオ州トレドで生産していた企業である。
AMCは1980年代初期にはアメリカ市場への再参入を模索していたルノーとの協力関係を結んだ。AMCは1987年にクライスラーに買収され、ジープ＝イーグル部門となった。

## ギャラリー

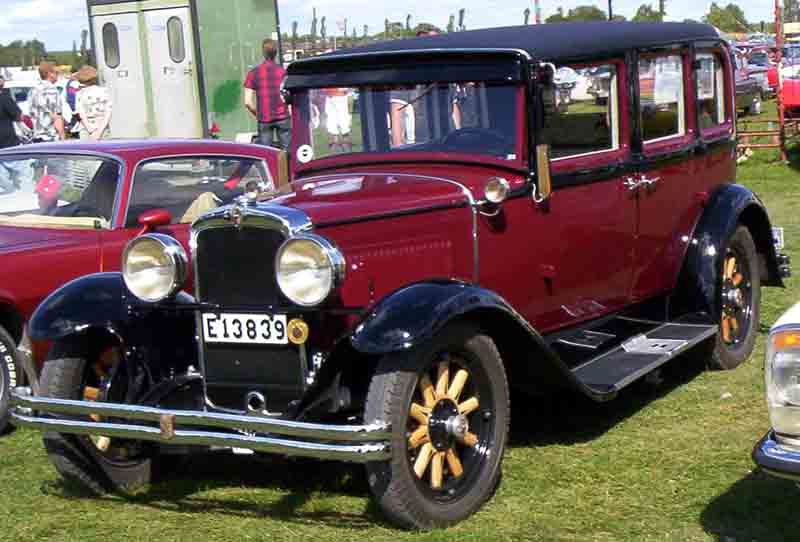
Nash Standard Six Series 420 4-Door Sedan 1929
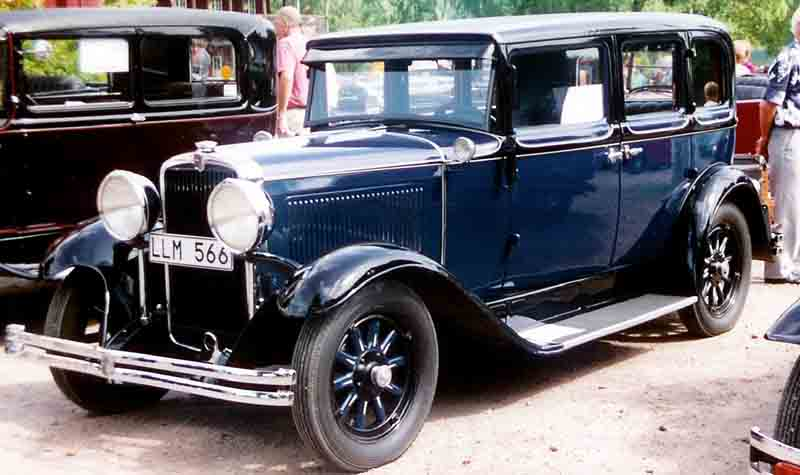
Nash Single Six Series 450 4-Door Sedan 1930
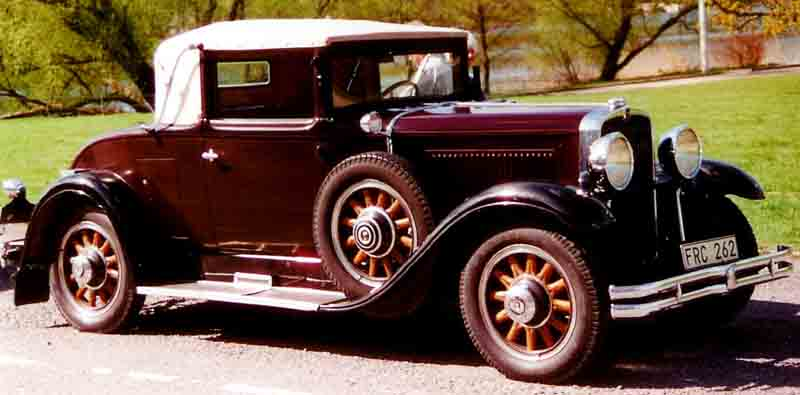
Nash Twin-Ignition Six Series 481 Convertible Coupé 1930
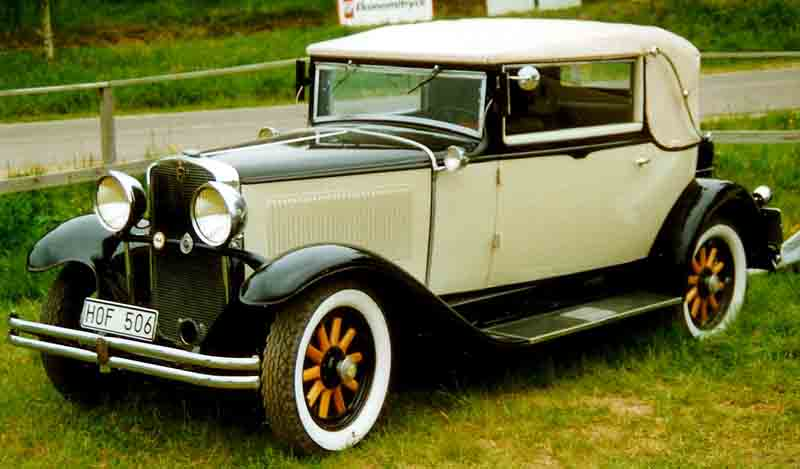
Nash Series 871 Convertible Sedan 1931
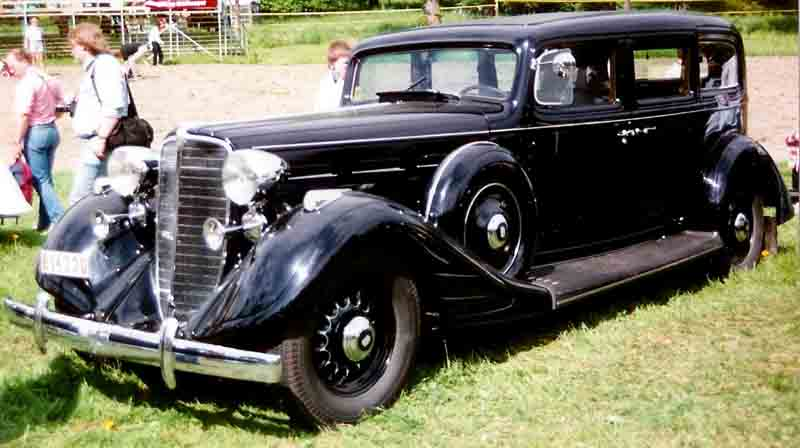
Nash Ambassador Eight 4-Door Sedan 1934
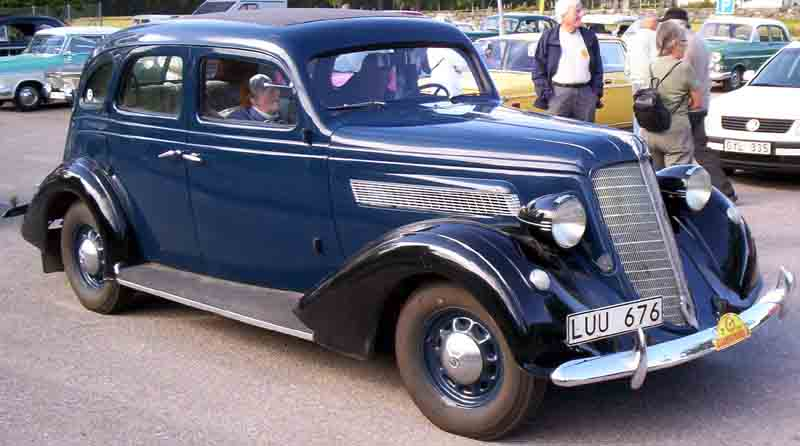
Nash Advanced Six Series 3520 4-Door Sedan 1935
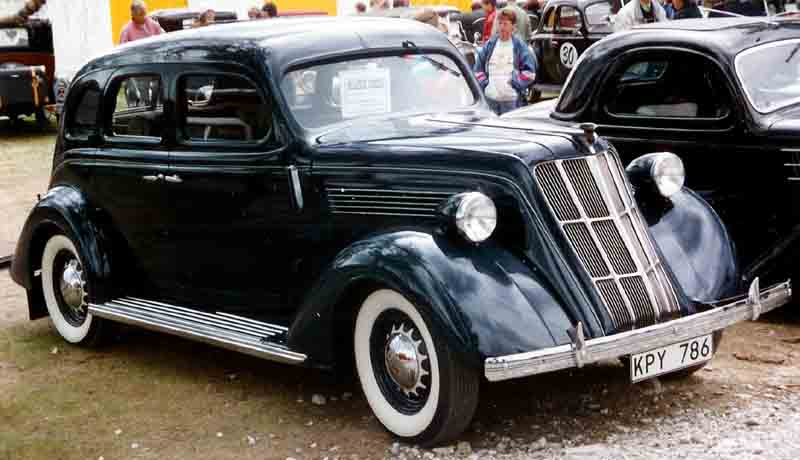
Nash 3540 400 4-Door Sedan 1935
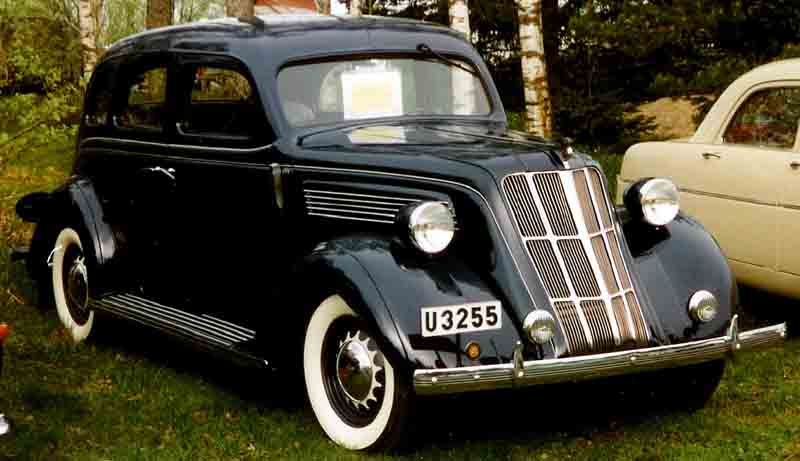
Nash 3540 400 4-Door Sedan 1935
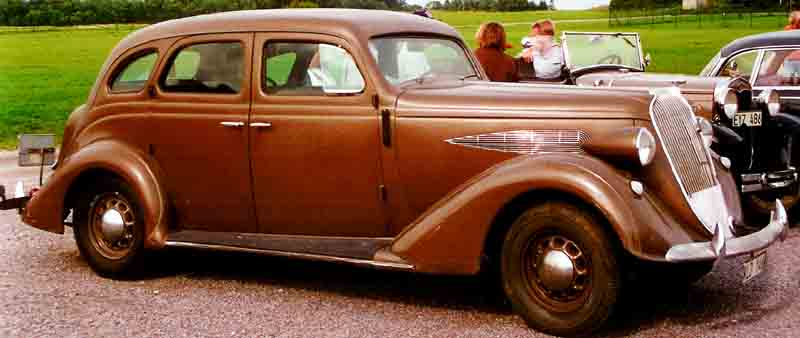
Nash Ambassador Six 3620 4-Door Sedan 1936
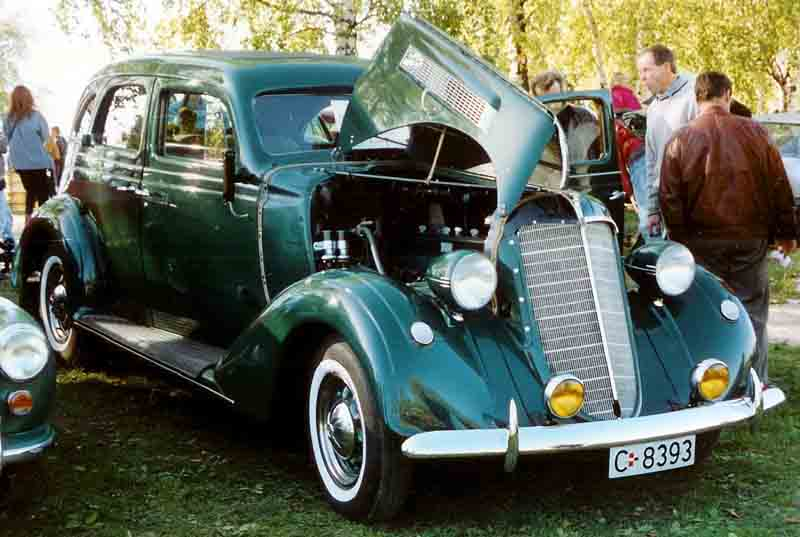
Nash 4-Door Sedan
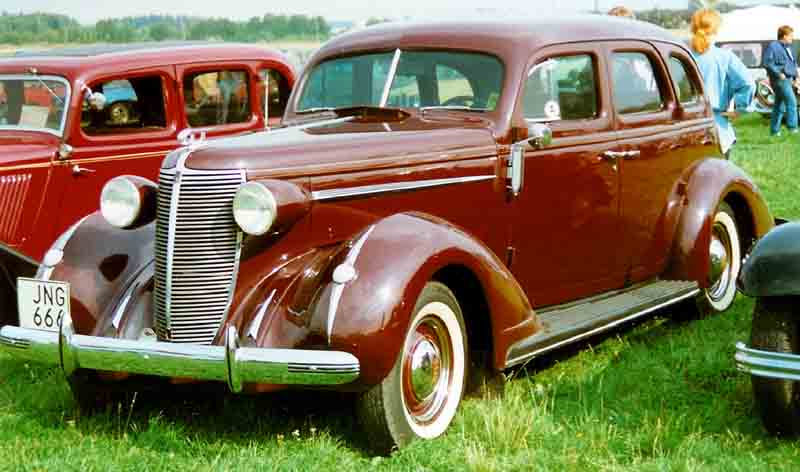
Nash Ambassador Six Series 3728 4-Door Sedan 1937
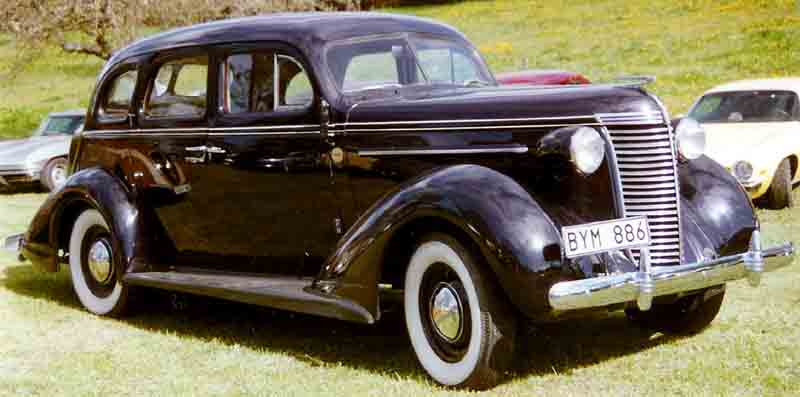
Nash Lafayette Series 3818 4-Door Sedan 1938
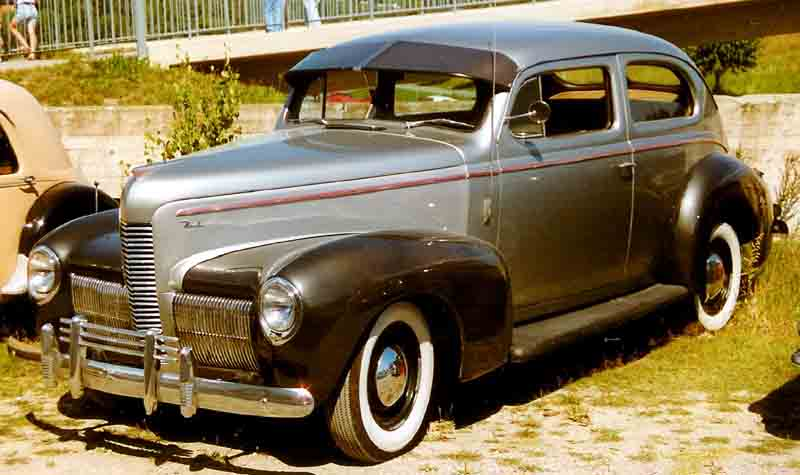
Nash 2-Door Sedan 1940
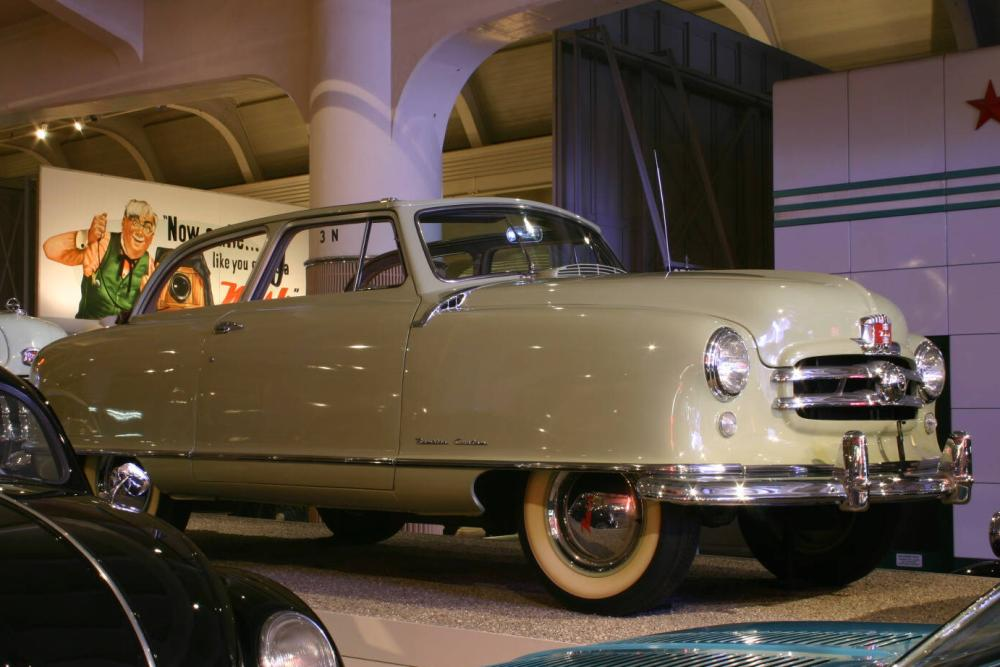
1950 Nash Rambler Convertible Coupe

## ナッシュ・ブランド一覧
- ラファイエット (LaFayette)
- エイジャックス (Ajax)
- ランブラー (Rambler)
- ナッシュ＝ヒーリー (Nash-Healey])
- ジェフリー (自動車) (Jeffery)

## ナッシュ自動車ブランド
- ラファイエット(LaFayette)
- エイジャックス(Ajax)
- ランブラー(Rambler)
- ナッシュヒーリー(Nash-Healey)
- ジェフリー(Jeffery)

## ナッシュ車両
- ナッシュ600(en:Nash 600)
- ナッシュ シックス ツーリング (Nash Six Touring)
- ナッシュ スタンダード シックス シリーズ 422
- ナッシュ スペシャル シックス シリーズ 430
- ナッシュ シングル シックス シリーズ 450
- ナッシュ エイト シリーズ 481
- ナッシュ 871 コンバーチブルセダン
- ナッシュ 3540 400
- ナッシュ アンバサダー 600 (Nash Ambassador 600)
- ナッシュ ステーツマン (Nash Statesman)
- アンバサダー (Ambassador)
- メトロポリタン (Metropolitan) - オースチンによる英国での生産
- ナッシュ＝ヒーリー (Nash-Healey) - ドナルド・ヒーリーとの合弁事業・英国とイタリアでの組立
- ナッシュ・ランブラー (Nash Rambler)
- ランブラー (Rambler)